# 岡村ふく
岡村ふく（おかむら ふく、1899年（明治33年）6月3日 - 1982年（昭和57年）4月26日）は日本のカトリック教会修道女、福音史家聖ヨハネ布教修道会創立者。

## 生涯
岡村ふくは父・岡村政四郎と母・政子の五番目の子供として東京・京橋に生まれ、1週間後に正教会の洗礼を受けた。ふくは神田のニコライ堂に熱心に通い、1911年、小学校卒業後、香蘭女学校に入学。聖心女子学院に入学しカトリック教会を知る。聖心会修道女から教えを受け、1919年、卒業と共にカトリックに改宗し引き続き学校に残り修道女の助手を務めた。
その後、ふくは病に臥し長い療養を送っていたがある日、ルーマニア人司祭・ウラジミール・ギカが持参したキリストの茨の冠で奇跡的に癒され、彼女は後年まで話さなかった。
1923年、関東大震災で自宅が全焼、目黒に移転し、西小山の教会でカトリック司祭・戸塚文卿に出会い彼女は家族と共に戸塚との交流を深める。
ふくは全快し戸塚の事業に携わるようになる。1939年、戸塚が帰天し岡村は兼ねて念願の観想修道院に入ろうとカトリック東京大司教で後に枢機卿となる土井辰雄に願ったが戸塚の医療事業を引き継いだ修道会設立を促し、彼女は戸塚富久ら数名の仲間と共に1944年、「福音史家聖ヨハネ布教修道会」を創立、戸塚が設立した桜町病院の経営に当たり医療に携わった。
1963年、藍綬褒章を受章。1973年、健康上の理由で総長を辞任、その後、寝たきりとなり介護を受け、1982年、帰天。